# Manerbio

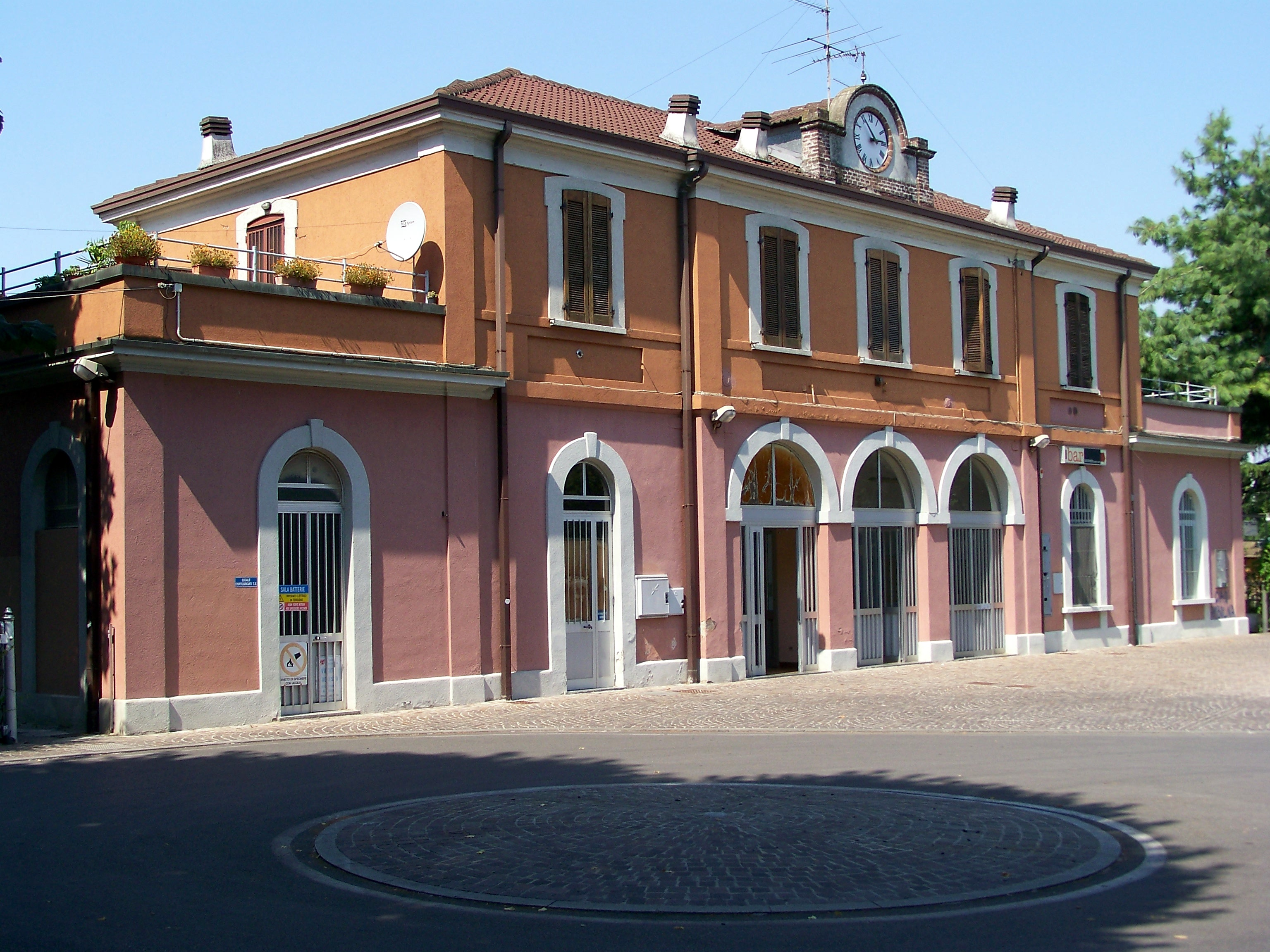
Station

Manerbio is een gemeente in de Italiaanse provincie Brescia (regio Lombardije) en telt 13.135 inwoners (31-12-2004). De oppervlakte bedraagt 27,8 km², de bevolkingsdichtheid is 466 inwoners per km².

## Demografie
Manerbio telt ongeveer 5235 huishoudens. Het aantal inwoners steeg in de periode 1991-2001 met 3,0% volgens cijfers uit de tienjaarlijkse volkstellingen van ISTAT.
| Jaar | Inwoneraantal |
| ---- | ------------- |
| 1991 | 12.242        |
| 2001 | 12.611        |

## Geografie
Manerbio grenst aan de volgende gemeenten: Bagnolo Mella, Bassano Bresciano, Cigole, Leno, Offlaga, San Gervasio Bresciano, Verolanuova.

## Geboren
- Felice Bonetto (1903-1953), Formule 1-coureur
- Roberto Baronio (1977), voetballer
- Valentina Cernoia (1991), voetbalster
- Federico Bonazzoli (1997), voetballer